# Cappella Gaddi

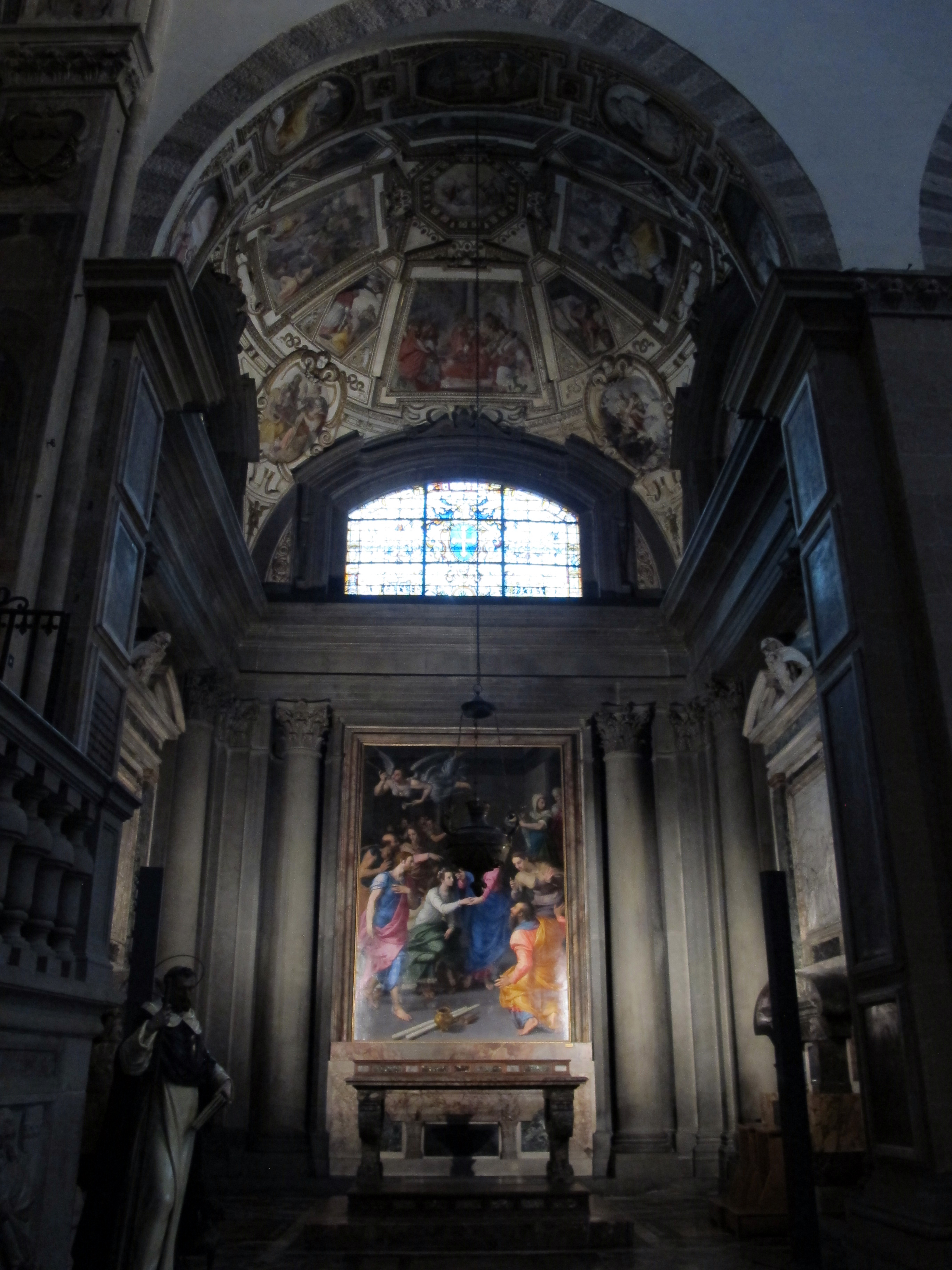
Cappella Gaddi

La cappella Gaddi è la seconda cappella nel transetto sinistro della basilica di Santa Maria Novella a Firenze, in stile tardorinascimentale.

## Storia e descrizione
A differenza di molte altre cappelle che si trovano nella chiesa di Santa Maria Novella di Firenze, la cappella Gaddi si presenta come uno scrigno confezionato entro un lasso di tempo relativamente breve e gode quindi di unità stilistica. L'architettura della cappella e tutti i suoi capolavori di scultura e pittura furono infatti realizzati entro una finestra di tempo di appena 7 anni, esattamente dal 1570 al 1577, per munificenza di Niccolò di Sinibaldo Gaddi che volle intitolare la cappella a san Girolamo, patrono della sua famiglia.
Tutta l'architettura della cappella fu realizzata, nel 1575-1577, da Giovanni Antonio Dosio, allievo di Michelangelo. I contemporanei riconobbero nella cappella la prima architettura fiorentina incrostata a commesso di marmi e pietre dure, in stile romano. 
A lui sono attribuiti anche la decorazione della volta a stucchi, l'altare, la pedana sottostante, il pavimento e le tombe laterali, in cui furono sepolti due cardinali della famiglia Gaddi, parenti quindi dello stesso committente. I bassorilievi in marmo bianco sopra le tombe laterali sono invece di Giovanni Bandini (1576-1577) e rappresentano la Presentazione di Maria al tempio (a sinistra) e lo Sposalizio della Vergine (a destra). I rilievi mostrano un linguaggio neorinascimentale che riprendono, gli esempi di Benedetto da Maiano e di Jacopo Sansovino. Le vetrate, con stemmi Gaddi tra grottesche, sono di artisti fiamminghi e risalgono al 1578-1580.
La pala d'altare è l'ultima opera del Bronzino e fu composta nel 1570-1572. Realizzata prima che venisse allestita la decorazione della cappella fu spostata qui solo successivamente. Raffigura la Resurrezione della figlia dell'arcisinagogo per opera di Gesù Cristo. Gli affreschi inseriti negli specchi della volta e dell'intradosso dell'arco di entrata sono invece di Alessandro Allori, allievo del Bronzino, firmati e datati nel 1577. Raffigurano Scene della vita di san Girolamo, Virtù e altre figure allegoriche.
Nella tomba della parete di fondo riposa fra' Remigio de' Girolami (deceduto nel 1319), teorico domenicano da cui Dante Alighieri apprese gli insegnamenti di Tommaso d'Aquino.